# Lenin v Polxe
Lenin v Polxe (lit. Lenin a Polònia) és una pel·lícula poloneso-soviètica de gènere històric i biogràfic rodada el 1965 pel director Serguei Iutkèvitx a l'estudi Mosfilm i TO Studio (Varsòvia).
La pel·lícula es va estrenar a Moscou el 14 d'abril de 1966 i prèviament a Varsòvia el 8 d'abril de 1966.

## Trama
La pel·lícula està ambientada l'any 1914, a l'inici de la Primera Guerra Mundial, centrada en la vida a l'exili de Vladimir Lenin, que resideix al poble de Poronin, situat al peu dels Carpats, en terres poloneses de l'Imperi Austrohongarès.
Lenin, juntament amb Nadejda Krúpskaia i la seva mare, Elizaveta Vasilievna, ja havien visitat anteriorment Poronin, dos anys abans de l'esclat de la guerra. A l'estiu de 1914, s'hi van haver de tornar a traslladar, provinents de la propera Cracòvia. Aquesta ubicació els hi era convenient per la seva proximitat amb la frontera amb l'Imperi Rus.
Tanmateix, a mesura que les tensions augmenten, les autoritats austríaques sospiten de Lenin d'espionatge i vuit dies després de l'inici de la guerra, és arrestat com a ciutadà d'una potència estrangera hostil, ingressant a presó.
Els locals desconfien tant de Lenin que la seva integritat física i vida es veu a vegades amenaçada.
Tot i haver rebut l'ordre de presentar-se voluntàriament a la presó de Nowy Targ, Lenin retarda la seva sortida per enviar telegrames urgents als influents socialdemòcrates austríacs. Entre aquests hi ha Victor Adler, un membre del parlament que pressiona amb èxit per què Lenin sigui alliberat, tot persuadint el ministre de l'Interior. L'argument d'Adler és que Lenin és més enemic del govern rus que no pas del govern austríac. El 19 d'agost, Lenin és finalment alliberat i marxa cap a Suïssa.
La pel·lícula té com a principal fil argumental els esdeveniments que envolten l'arrest de Lenin i la lluita pel seu alliberament.

## Repartiment
- Maksim Xtraukh — V.I. Lenin
- Anna Lissiànskaia — Nadejda Krúpskaia
- Antonina Pavletxeva — Elizaveta Vassilievna, mare de N. Krúpskaia
- Ilona Kusmerskaia — Ulka
- Edmund Fetting — Ia. C. Ganetski, revolucionari polonès
- kxixtof Kaltxinski — Andjei, promès d'Ulka
- Vladimir Akimov — N. P. Xagov, revolucionari rus
- Nikolai Kaxirski — M. Muranov, revolucionari rus
- Vladimir Monakhov — G.I. Petrovski, revolucionari rus
- Andrei Petrov — А. Е. Бадаев, российский революционер
- Guenadi Iukhtin — F.N. Samoilov, revolucionari rus
- Iarema Stempovski — Iuzef Ankholt, propietari d'un estudi fotogràfic
- Eji Novak — Oficial austríac al dipòsit de locomotores
- Kazimej Rudzki — Rector de la parròquia de Poronin
- Zbignev Skovronski — Matyszczuk
- Liudvik Benua — Escorta
- Tadeux Fievski — Secretari de la presó
- Khenrik Khunko — Guàrdia de la presó
- Gustav Liutkevitx — Jutge instructor

## Premis
- 1967 - Premi Estatal de l'URSS
- 1966 - Primer premi del 2n Festival de cinema de tota la Unió "Per una pel·lícula històrica-revolucionaria i històrica" (Kíev).
- 1966 - Premi al millor director al 19è Festival de Cannes (1966).

## Literatura
- Н. Д. Бернштейн, М. З. Высоцкий, Б. Н. Коноплёв, В. А. Тараканов. Технологические схемы получения кинофильмов различных форматов // «Техника кино и телевидения» : журнал. — 1967. — № 1. — С. 11—21. — ISSN 0040-2249.
- Блейман М. Трудный успех // Искусство кино. — 1966. — № 1. — С. 11-15.